# Stachydeoma
Stachydeoma  é um gênero botânico da família Lamiaceae

## Espécies
- Stachydeoma angulata
- Stachydeoma ciliata
- Stachydeoma duvali
- Stachydeoma graveolens